# Heraclia egregia
Heraclia egregia är en fjärilsart som beskrevs av Wichgraf 1908. Heraclia egregia ingår i släktet Heraclia och familjen nattflyn. Inga underarter finns listade i Catalogue of Life.